# Локотец (Тверская область)
Локотец — деревня в Осташковском городском округе Тверской области.

## География
Находится в западной части Тверской области на расстоянии приблизительно 6 км на восток по прямой от города Осташков.

## История
Деревня была показана ещё на карте 1825 года. В 1859 году здесь (деревня Осташковского уезда) был учтен 21 двор, в 1941 — 54. До 2017 года входила в Сорожское сельское поселение Осташковского района до их упразднения.

## Население
Численность населения: 157 человек (1859 год), 47 (русские 100 %) в 2002 году, 37 в 2010.